# Les Voleurs volés
Pour les articles homonymes, voir Cheating Cheaters.

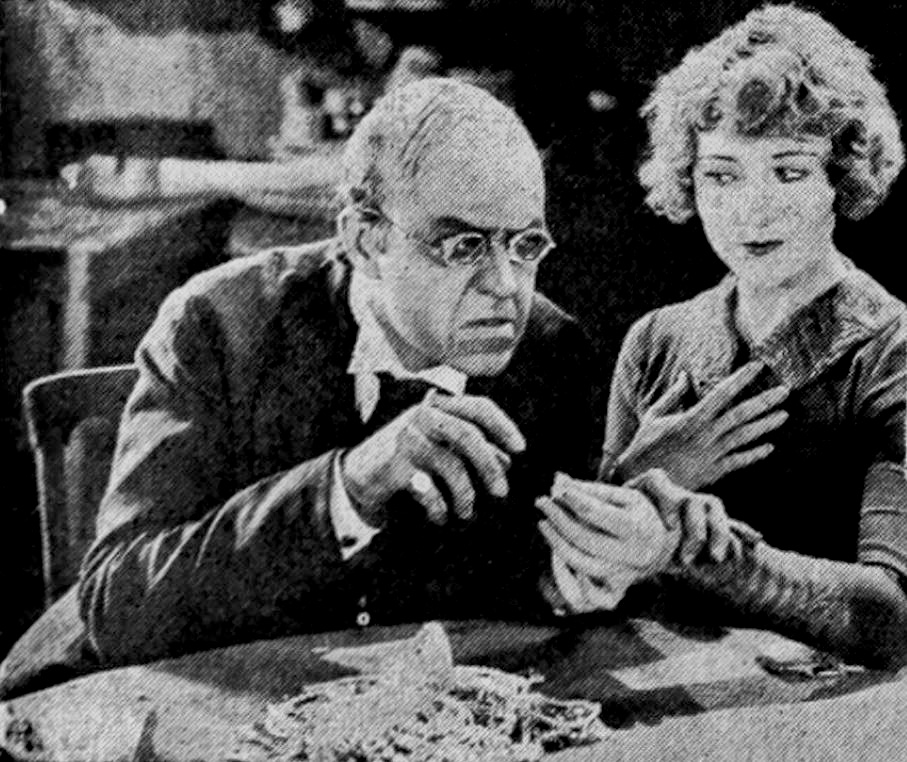
Lucien Littlefield et Betty Compson dans une scène du film.

Les Voleurs volés (Cheating Cheaters) est un film américain réalisé par Edward Laemmle et sorti en 1927.
C'est un remake d'un film de 1919, et il a fait lui-même l'objet d'un remake en 1934. Il est basé sur une pièce de Max Marcin.

## Synopsis
Une voleuse de bijoux se révèle être un agent infiltré

## Fiche technique
- Titre original : Cheating Cheaters
- Réalisation : Edward Laemmle
- Scénario : Charles Logue, James T. O'Donohoe, Walter Anthony d'après Cheating Cheaters de Max Marcin[2]
- Producteur : Carl Laemmle
- Photographie : Jackson Rose
- Distributeur : Universal Pictures
- Durée : 60 minutes (6 bobines)[3]
- Date de sortie :
  - États-Unis : 5 décembre 1927

## Distribution
- Betty Compson : Nan Carey
- Kenneth Harlan : Tom Palmer
- Sylvia Ashton : Mrs. Brockton
- Erwin Connelly : Mr. Brockton
- Maude Turner Gordon : Mrs. Palmer
- E. J. Ratcliffe : Mr. Palmer
- Lucien Littlefield : 'Habeas Corpus' Lazarre
- Eddie Gribbon : Steve Wilson
- Cesare Gravina : Tony Verdi